# Dirck Vellert
Dirck Jacobsz Vellert (Amsterdam, 1480 – Antwerpen, 1547) was een Vlaamse renaissancekunstenaar. In het begin van zijn carrière stond hij niet afkerig tegen het Antwerps maniërisme. Hij genoot bekendheid als glasschilder, tekenaar en prentmaker. Zijn faam reikte dusdanig ver dat hij ook wel Meester van de Ster werd genoemd, dat later verbasterd werd tot Dirck van Staren, onder welke naam hij ook wel bekend staat.

## Leven
Over de geboorte en jeugd van Dirck Jacobsz Vellert is niets bekend, behalve dat hij uit Amsterdam afkomstig was.
In 1511 werd ‘Dierick Jacobssone, ghelaesmakere’ ingeschreven als vrijmeester van het Antwerpse Sint-Lucasgilde. Tussen 1512 en 1530 schreef hij zes leerlingen in bij dit gilde, waarvan hij in 1518 en 1526 deken was. 
Vellert genoot internationale faam als glasschilder en ontwerper van gebrandschilderd glas. Toen Albrecht Dürer tijdens zijn reis door de Nederlanden in Antwerpen verbleef, werd hij op 12 mei 1521 bij Vellert onthaald op een groots banket. Guicciardini prees Vellert in zijn Descrittione di tutti i Paesi Bassi uit 1567 als een van de belangrijkste glasschilders uit de Lage Landen. Vasari deed dat nog eens over in zijn Vite van 1568. 
Reeds in 1522 noemde de humanist Gerard Geldenhauer (1482-1542) ene ‘Theodoricus Jacobi Amstelredamus’ in zijn dagboek een van de vooraanstaande glasschilders van zijn tijd. 
In de zeventiende eeuw was Vellert echter vergeten. Karel van Mander nam hem niet op in zijn Schilder-boeck uit 1604. Vellerts laatste vermelding – van 30 december 1547 – bevestigt zijn herkomst uit Amsterdam.

## Werken
Tot Vellerts bekendste werken behoren de gebrandschilderde ramen in de King's College Chapel te Cambridge, de enige grootschalige ramen naar zijn ontwerp die bewaard zijn gebleven. Het vroegste bekende werk van Vellert zijn twee glasruitjes uit 1517; het laatste werk dateert uit 1544. 
Behalve gravures, etsen en houtsneden zijn meer dan vijftig veelal gemonogrammeerde en gedateerde tekeningen van Vellert bewaard gebleven. Zijn monogram bestaat uit zijn initialen ‘DV’ met daartussen een vijfpuntige ster.

### De zes triomfen naar Petrarca's gedichtI Trionfi
De Italiaanse dichter Petrarca baseerde dit gedicht op de zegetochten die de Romeinse veldheren na hun veroveringen door hun stad mochten maken. Bij Petrarca zijn het echter geen generaals, maar allegorieën van de stadia in het leven van een mens. Het betreft gebrandschilderde glazen medaillons van ± 22 cm in grisaille, die in 1517 werden gemaakt door Vellert of door mensen in zijn omgeving.
De glazen medaillons van de triomf van de Kuisheid, de Dood, de Roem zijn onbekend. Van de triomf van de Tijd en de Eeuwigheid zijn de exemplaren bewaard gebleven. Van de Triomf van de Liefde is een tekening van een voorbereiding bekend.

#### Triomf van de Liefde
Het toont een slapende edelman wiens hand wordt vastgegrepen door een skelet dat wijst naar een processie die op de achtergrond plaatsvindt. De achtergrondscène is gebaseerd op de eerste van in totaal zes triomfantelijke optochten. In het onvoltooide verzen-epos beschrijft de auteur een liefde die pas in het hiernamaals haar vervulling vindt. Zoals op de tekening te zien is, trekt Cupido, de god van de liefde, in de eerste triomftocht plechtig op een strijdwagen voorbij, terwijl hij geblinddoekt lukraak pijlen afschiet. Wie geraakt wordt, verliest zijn macht. Prominente slachtoffers uit het Oude Testament en de oude mythe verschijnen in de entourage: Koning David zit op de strijdwagen en speelt op de harp, Simson schrijdt naast de paarden met de stadspoorten van Gaza en naast hem staat Herakles met de zuil in zijn hand. Volgens de traditie waren al deze figuren het slachtoffer van hun liefdesaffaires en moesten zij daarom op de tekening worden gezien als slechte voorbeelden van vleselijke overtredingen. Voor de voorgrond konden geen duidelijke modellen worden vastgesteld. Het skelet is hoogstwaarschijnlijk de Dood, die verwijst naar de figuur van Cupido. Dit gebaar kan worden opgevat als een waarschuwing tegen verleidingen, de gevaren van de liefde en de gevolgen van ondoordachte verbindingen. Het is niet duidelijk of de edelman op de voorgrond alleen maar droomt en de achtergrondscène dus als een droomsequentie moet worden beschouwd, of dat de greep van het skelet al symbool staat voor de dood, die nabij is.

#### Triomf van de Tijd
‘De triomf van de Tijd’ verwijst naar de tijd die voorbijgaat en de vluchtigheid van de dingen. Meerdere motieven zijn ontleend aan Italiaanse gravures uit de 15de eeuw. Centraal rijdt de triomfwagen van de Tijd, hier net als in de Italiaanse modellen voorgesteld als een stokoude man op krukken. Omdat de tijd vliegt, heeft de grijsaard vleugels. Het platform waarop hij staat, rust op zandlopers, het symbool van de vliedende tijd en vergankelijkheid. Ook het narrige ventje voor op de wagen draagt een zandloper op zijn hoofd. Hij lijkt het gespan van twee herten - befaamd om hun snelheid - aan te vuren.  Het kind, de mooie knaap en de gehelmde man in de kracht van zijn leven : de drie figuren op de voorgrond staan voor de fasen in een bestaan dat voorbij snelt. Ze roepen de woorden van Petrarca op : 'Wat is ons leven meer dan een enkele dag/Bewolkt en koud en kort en gevuld met zorg/ Die geen waarde heeft, hoe mooi hij ook schijnt?'
Dit glasmedaillon was waarschijnlijk ingewerkt in een vensterraam in de woning van een rijke opdrachtgever. Het is het eerste gesigneerde en gedateerde werk van deze kunstenaar: zijn monogram staat op de onderbenen van de engel. De datum vinden we op een stenen tegel onder zijn linkervoet: 1517//APRIL.

#### Triomf van de Eeuwigheid
Tegen een achtergrond van een bergachtig landschap met een stad rijdt een klassieke triomfkar. Op de kar, op een rechthoekig voetstuk, troont God de Vader, getooid met mijter. Hij ondersteunt op zijn schoot het dode lichaam van zijn zoon Christus. Achter hem vliegt een duif, de Heilige Geest. Zij vormen de heilige Drie-eenheid, die de eeuwigheid symboliseert. Aan beide zijden van de troon hurkt een bazuinblazende engel. De kar wordt voorafgegaan door de attributen van de vier evangelisten: de engel van Mattheus, de leeuw van Marcus, de stier van Lucas en de adelaar van Johannes. Zij verbeelden het Nieuwe Testament. De driewielige kar (de heilige Drie-Eenheid) wordt getrokken door twee mannen, waarvan de één grotendeels schuil gaat achter de engel, die met de rechterhand het Evangelie openhoudt en met de linkerhand de weg wijst aan de mensen die achter de kar drommen en waaronder zich heiligen, geestelijken en burgers bevinden. De tweede man, helemaal rechts in beeld, duwt met zijn linkerhand tegen een band die om zijn schouders ligt en waarmee hij de kar trekt. In de andere hand houdt hij een mes.
Monogram onder de linkervoet van de engel: D*V. Datum, midden onder: 1517//MEI.

## Galerij

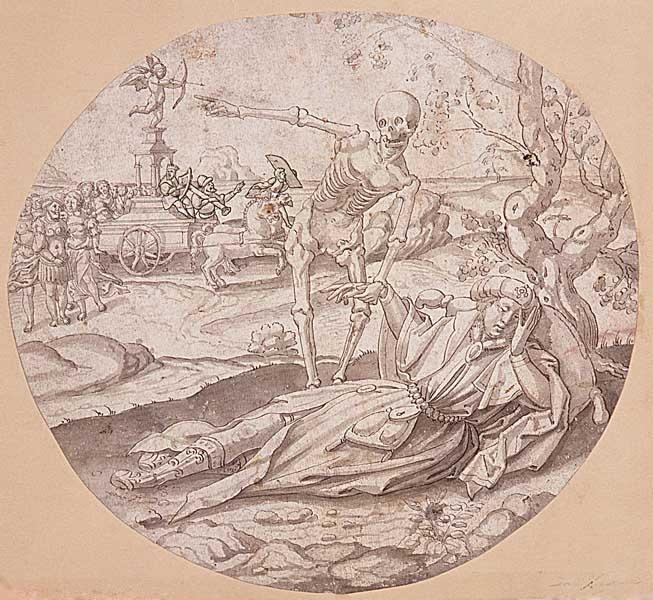
Voorbereidende pen-en-inkt-tekening voor de glasschildering: De triomf van de Liefde, 1517, Museum Ulm, Duitsland
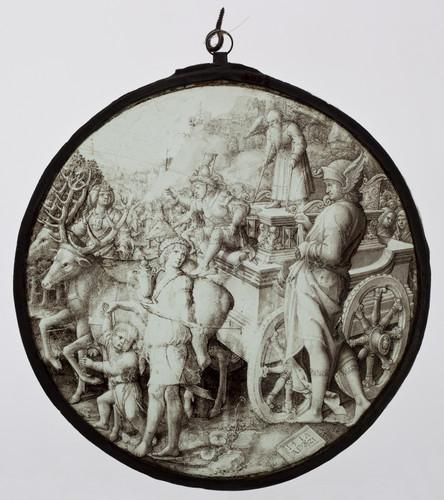
Glasschildering : de Triomf van de Tijd, 1517, Museum voor Kunst en Geschiedenis, Brussel, België
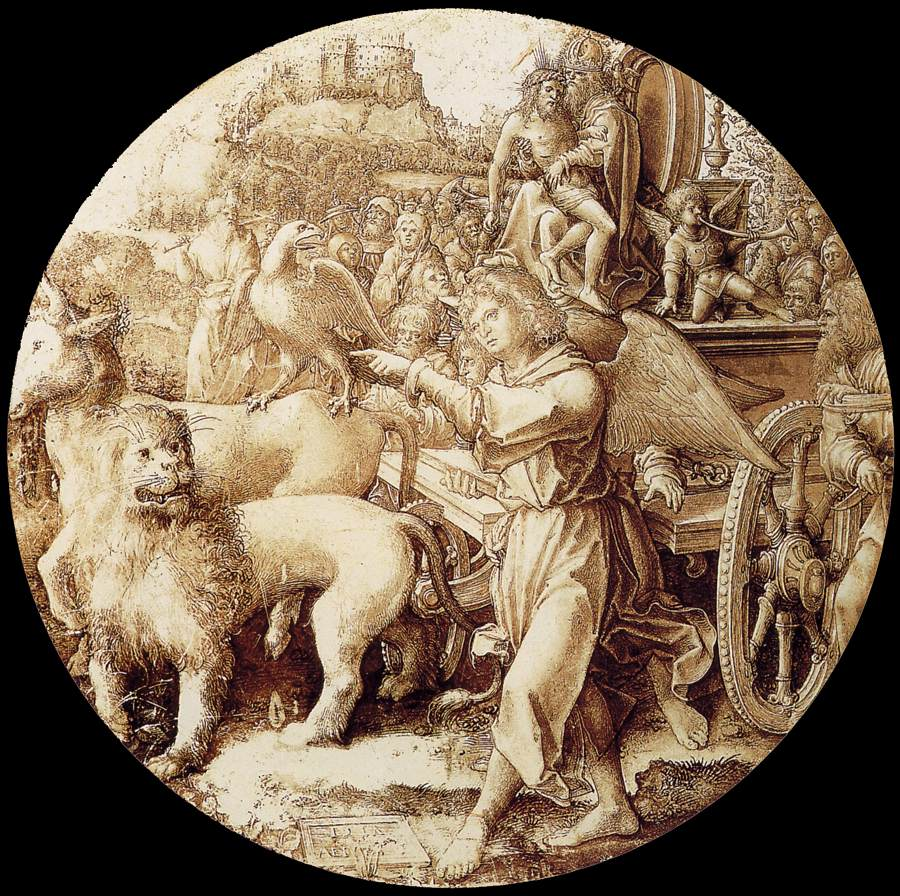
Glasschildering: de Triomf van de Eeuwigheid, Rijksmuseum Amsterdam, Nederland
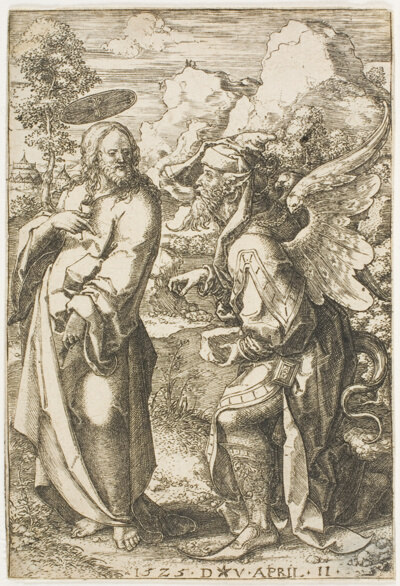
De verleiding van Jesus door de duivel, 1525, Art Institute, Chicago
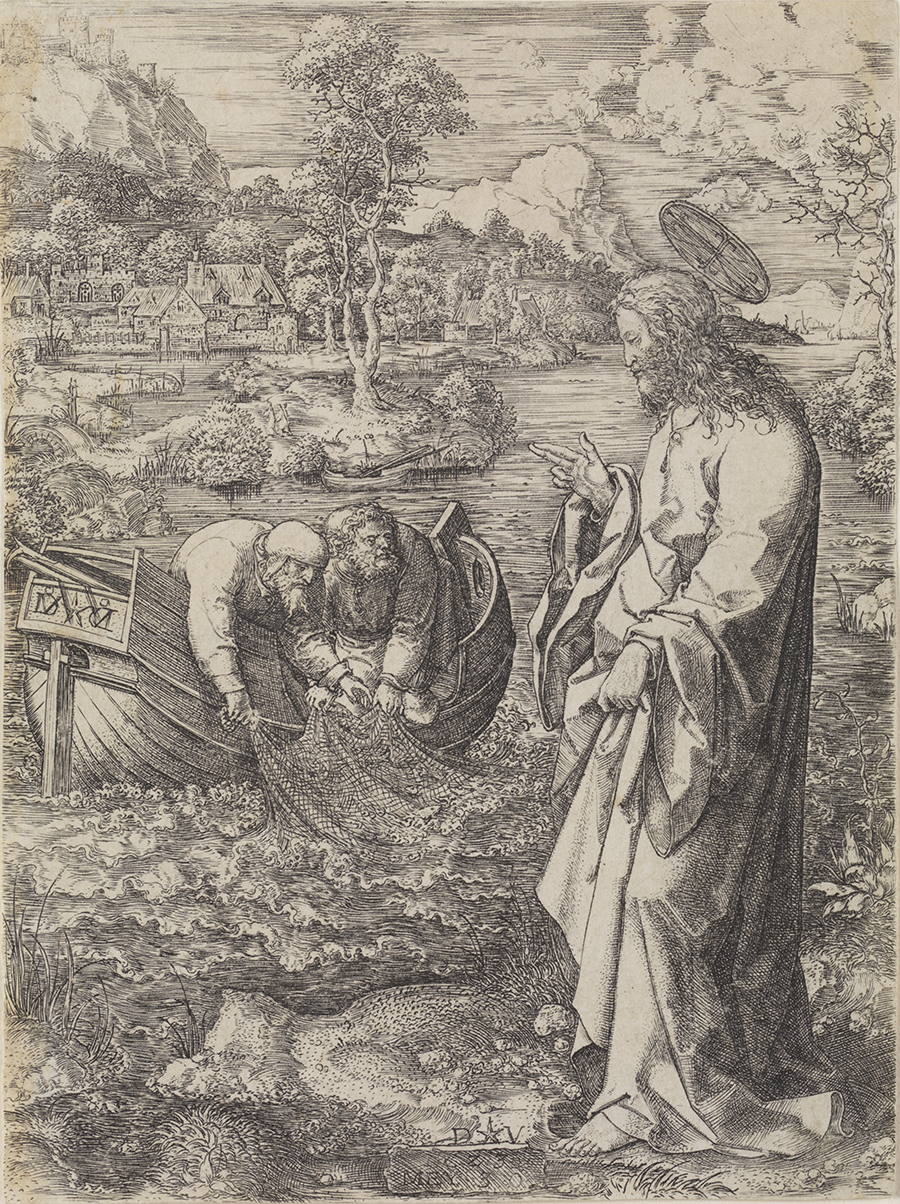
De roeping van Andreas en Petrus door Jezus, ets uit 1523 (Michael C. Carlos Museum ,Atlanta

- Bibliothèque nationale de France: cb14967593d (data)
- Biografisch Portaal: 39381529
- RKD-Nederlands Instituut voor Kunstgeschiedenis: 79854
- Union List of Artist Names: 500027390
- Virtual International Authority File: 59356554